# Dodge C Series
De Dodge C Series was een serie pick-ups van het Amerikaanse automerk Dodge uit de jaren 1950. Zoals vanouds bestonden er drie varianten, de halve ton, driekwart ton en één ton. Vanaf 1957 werden die genummerd volgens de gangbare standaard: C100, C200 en C300. In datzelfde jaar introduceerde Dodge ook de nieuwe modelnaam Power Giant voor de modellen met een krachtige Hemi-motor. In 1959 kwam de Sweptline-laadbak op de optielijst. Bij deze liep het design van de voorzijde door op de laadbak. Daarnaast kreeg de C Series dat jaar een facelift met een nieuwe grille en verborgen opstappen. Verwant aan de C Series waren de Dodge Town Wagon en Town Panel. De C Series werd geproduceerd tot 1960 en opgevolgd door de D Series.

## Modellen
De D Series bestond uit volgende drie varianten met hun brutogewicht:
- C100, half-ton, 2313 kg
- C200, ¾-ton, 3402 kg
- C300, one-ton, 4082 kg

## Motoren
| Inhoud | Configuratie | pk     | Vermogen | Jaren   |
| ------ | ------------ | ------ | -------- | ------- |
| 3,8 L  | Flathead I6  | 120 pk | 90 kW    | 1954-60 |
| 3,9 L  | Red Ram V8   | 133 pk | 99 kW    | ?       |
| 5,2 L  | Red Ram V8   | 204 pk | 152 kW   | 1957-9  |
| 5,2 L  | A-type V8    | 200 pk | 149 kW   | 1959-?  |
| 5,4 L  | FirePower V8 | 172 pk | 128 kW   | ?-1959  |